# Brey
Brey es un municipio del distrito de Mayen-Koblenz en Renania-Palatinado, Alemania. Tiene una población de 1.510 habitantes. Se ubica cerca de Coblenza a un costado del río Rin, y en las inmediaciones de Braubach, donde se encuentra el castillo de Marksburg. Las ciudades vecinas son Spay (aguas arriba del Rin) y la ciudad de Rhens (aguas abajo). El distrito de Siebenborn pertenece a Brey.

## Historia
Varios hallazgos arqueológicos, incluidos artefactos de sílex demuestran que Brey ya estaba habitada en la Edad de Piedra. Un elaborado acueducto subterráneo con diseño de viaje de agua data de la antigua Roma, lo que sugiere una mayor presencia romana. De hecho, hay evidencia de una finca romana (villa rustica) en las afueras de Brey, y se sospecha la ubicación de un fuerte romano en Tauberbach. Brey estaba a medio camino entre los fuertes romanos de Coblenza y Boppard. Es probable que se construyó una estación de abastecimiento, pero no hay pruebas de ello.